# 朝宗门
朝宗门，又稱大东门，是上海明、清時代的一座城門，位于东侧。

## 位置
朝宗门位于今上海市黄浦区的中华路、复兴东路路口西侧，俗称大东门。

## 历史
明代嘉靖三十二年，为防备倭寇入侵而修筑上海城墙，朝宗门为当时开辟的6座城门之一。同时在其南侧的肇嘉浜上设有水门一座，便于水道与黄浦江相通，水门与城门同时竣工和拆除
朝宗门门内原为大东门大街，门外为大码头街，通黄浦江码头，历来为上海老城的繁盛之地。

### 拆除
1912年（民国元年），上海拆除城墙，朝宗门被拆除。护城河被填筑，改为中华路，通行有轨电车。此后大东门继续作为地名和电车站名存在。